# Акакий (Заклинский)
Епископ Акакий (в миру Александр Иванович Заклинский; 20 февраля (3 марта) 1836, Рига — 3 (16) сентября 1902) — епископ Русской православной церкви, епископ Енисейский и Красноярский. Духовный писатель.

## Биография
Родился 20 февраля 1836 года в Риге в семье священника.
Первое образование получил в немецкой школе города Шмидта. В школу начал ходить с 6 лет; в этой же школе учился и русскому языку. Десяти лет начал ходить в Духовное училище, открытое при архиерейском доме; в этом училище учились певчие и пять-шесть мальчиков, из детей епархиального духовенства.
В 1847 году поступил в высшее отделение Псковского Духовного училища, а затем в Псковскую духовную семинарию.
Окончив в 1855 году курс в Семинарии, поступил в Санкт-Петербургскую духовную академию, но в 1856 году прервал обучение.
16 сентября 1856 года пострижен в монашество и 24 сентября рукоположён в сан иеродиакона.
Поступил на службу при посольской церкви в Константинополе.
В 1858 году путешествовал по Востоку и Западу.
По возвращении из путешествия в 1859 году сдал экзамен за 2-й, 3-й и 4-й курсы Духовной Академии, а в 1864 году за сочинение «Св. Григорий Палама, архиепископ Солунский» удостоен степени кандидата богословия.
В 1865 году возвратился из миссии, был рукоположён во иеромонаха.
14 октября 1865 назначен учителем всеобщей гражданской истории и соединённых с ней предметам в Рязанскую Духовную Семинарию.
С 17 февраля 1866 года — член Рязанского цензурного комитета для рассматривания поучений.
13 ноября 1866 года перемещён преподавателем богословских наук в Волынскую Духовную Семинарию, где пробыл 13 лет.
16 августа 1879 года возведён в сан игумена и назначен исправлял должность инспектора Воронежской Духовной Семинарии.
2 февраля 1882 года возведён в сан архимандрита.
С 25 марта 1882 года — исполняющим должность ректора, с 1884 года — ректор Томской Духовной Семинарии.
7 апреля 1891 года в Свято-Троицком соборе Александро-Невской Лавры хиротонисан в Свято-Троицком соборе Александро-Невской Лавры, во епископа Балтского, викария Подольской епархии.
С 7 сентября 1891 года — епископ Елизаветградский, викарий Херсонской епархии.
С 30 апреля 1894 года назначен епископом Енисейским и Красноярским.
В Красноярске выстроил великолепный архиерейский дом и содействовал возведению новых зданий Красноярской духовной семинарии.
В 1898 году уволен на покой по болезни с назначением местопребывания в Московском Знаменском монастыре, а затем в Московском Покровском монастыре.
Скончался 3 сентября 1902 года. Погребён в Московском Покровском монастыре, за алтарем Никольской церкви.

## Сочинения
- «Св. Григорий Палама, архиепископ Солунский». (Канд. диссертация. 1864 г.) (Рукопись хранилась в Академической библиотеке).
- «Записки по Основному богословию» — в рукописи.
- «Письма с Востока» (Дух. беседа за 1863 г.) (Дух. беседа за 1864 г.).
- «Правила об избрании Вселенского Патриарха» «Христианское Чтение».
- Несколько проповедей. («Волынские Епарх. Ведом.» «Томские Епарх. Ведом.»).
- Оставил в рукописи учебники по Основному и Догматическому богословию.
- Речь при наречении его во епископа Балтского. "Прибавление к «ЦВ» 1891, № 15, с. 485.

Сотрудничал с «Херсонскими Епархиальными Ведомостями» и газетой «День».